# دبريك فيس
دبريك فيس مواليد 20 ديسمبر 1984 في غنت، هي لاعبة كرة مضرب بلجيكية سابقة بدأت مسيرتها كمحترفة سنة 2005 وكانت تلعب باليد اليمنى، اعتزلت اللعب في 2014. أعلى تصنيف لها في الفردي كان المركز الـ 341 في سنة 2008. أعلى تصنيف لها في الزوجي كان المركز الـ 178 في سنة 2008.

## النهائيات

### الفردي: 3 (1–2)
| الحصيلة | الرقم | التاريخ       | الدورة                       | الأرضية | المنافس          | النتيجة            |
| ------- | ----- | ------------- | ---------------------------- | ------- | ---------------- | ------------------ |
| الوصافة | 1.    | 14 يوليو 2003 | إقليم بروكسل العاصمة، بلجيكا | ترابية  | ليزلي باتكيويكز  | 6–4, 4–6, 1–6      |
| الوصافة | 2.    | 26 يونيو 2006 | هيرهوخوفارد، هولندا          | ترابية  | دانييل هارمسن    | 1–6, 6–1, 4–6      |
| الفوز   | 3.    | 10 مارس 2007  | بنين، نيجيريا                | صلبة    | آنا كلارا دوارتي | 6–7(6–8), 6–4, 6–4 |

## روابط خارجية
- دبريك فيس على موقع رابطة محترفات التنس (الإنجليزية)
- دبريك فيس على موقع الاتحاد الدولي لكرة المضرب (الإنجليزية)
- دبريك فيس على موقع كأس بيلي جين كينغ (الإنجليزية)
- دبريك فيس على موقع خلاصة التنس.كوم (الإنجليزية)
- دبريك فيس على موقع إي إس بي إن.كوم (الإنجليزية)